# Grigori N. Neuimin
| 748 Simeïsa        | 14 martie 1913     |
| 751 Faïna          | 28 aprilie 1913    |
| 752 Sulamitis      | 30 aprilie 1913    |
| 753 Tiflis         | 30 aprilie 1913    |
| 762 Pulcova        | 3 septembrie 1913  |
| 768 Struveana      | 4 octombrie 1913   |
| 769 Tatjana        | 6 octombrie 1913   |
| 779 Nina           | 25 ianuarie 1914   |
| 780 Armenia        | 25 ianuarie 1914   |
| 781 Kartvelia      | 25 ianuarie 1914   |
| 787 Moskva         | 20 aprilie 1914    |
| 789 Lena           | 24 iunie 1914      |
| 791 Ani            | 29 iunie 1914      |
| 814 Tauris         | 2 ianuarie 1916    |
| 824 Anastasia      | 25 martie 1916     |
| 825 Tanina         | 27 martie 1916     |
| 829 Academia       | 25 august 1916     |
| 830 Petropolitana  | 25 august 1916     |
| 847 Agnia          | 2 septembrie 1915  |
| 848 Inna           | 5 septembrie 1915  |
| 877 Walküre        | 13 septembrie 1915 |
| 882 Swetlana       | 15 august 1917     |
| 916 America        | 7 august 1915      |
| 917 Lyka           | 5 septembrie 1915  |
| 951 Gaspra         | 30 iulie 1916      |
| 952 Caia           | 27 octombrie 1916  |
| 1075 Helina        | 29 septembrie 1926 |
| 1099 Figneria      | 13 septembrie 1928 |
| 1110 Jaroslawa     | 10 august 1928     |
| 1123 Shapleya      | 21 septembrie 1928 |
| 1135 Colchis       | 3 octombrie 1929   |
| 1137 Raïssa        | 27 octombrie 1929  |
| 1140 Crimea        | 30 decembrie 1929  |
| 1146 Biarmia       | 7 mai 1929         |
| 1147 Stavropolis   | 11 iunie 1929      |
| 1158 Luda          | 31 august 1929     |
| 1189 Terentia      | 17 septembrie 1930 |
| 1190 Pelagia       | 20 septembrie 1930 |
| 1202 Marina        | 13 septembrie 1931 |
| 1210 Morosovia     | 6 iunie 1931       |
| 1236 Thaïs         | 6 noiembrie 1931   |
| 1255 Schilowa      | 8 iulie 1932       |
| 1269 Rollandia     | 20 septembrie 1930 |
| 1271 Isergina      | 10 octobrie 1931   |
| 1277 Dolores       | 18 aprilie 1933    |
| 1289 Kutaïssi      | 19 august 1933     |
| 1306 Scythia       | 22 iulie 1930      |
| 1307 Cimmeria      | 27 octombrie 1930  |
| 1309 Hyperborea    | 11 octombrie 1931  |
| 1316 Kasan         | 17 noiembrie 1933  |
| 1331 Solvejg       | 25 august 1933     |
| 1347 Patria        | 6 noiembrie 1931   |
| 1351 Uzbekistania  | 5 octombrie 1934   |
| 1379 Lomonosowa    | 19 martie 1936     |
| 1386 Storeria      | 28 iulie 1935      |
| 1403 Idelsonia     | 13 august 1936     |
| 1434 Margot        | 19 martie 1936     |
| 1459 Magnya        | 4 noiembrie 1937   |
| 1484 Postrema      | 29 aprilie 1938    |
| 1590 Tsiolkovskaja | 1 iulie 1933       |
| 1603 Neva          | 4 noiembrie 1926   |
| 1653 Yakhontovia   | 30 august 1937     |
| 1671 Chaika        | 3 octombrie 1934   |
| 1692 Subbotina     | 16 august 1936     |
| 1725 CrAO          | 20 septembrie 1930 |
| 1734 Zhongolovich  | 11 octombrie 1928  |
| 1783 Albitskij     | 24 martie 1935     |
| 2166 Handahl       | 13 august 1936     |
| 2237 Melnikov      | 2 octombrie 1938   |
| 2484 Parenago      | 7 octombrie 1928   |
| 2536 Kozyrev       | 15 august 1939     |
| 3036 Krat          | 11 octombrie 1937  |
| 3761 Romanskaya    | 25 iulie 1936      |
| 4420 Alandreev     | 15 august 1936     |

Grigori Nikolaevici Neuimin (în rusă Григорий Николаевич Неуймин, transliterat: Grigori Nikolaevici Neuimin; n. 22 decembrie 1885/3 ianuarie 1886, Tbilisi, Imperiul Rus – d. 17 decembrie 1946, Leningrad, RSFS Rusă, URSS) a fost un astronom sovietic/rus.

## Descoperiri
A fost creditat cu descoperirea a 74 de asteroizi, între care 951 Gaspra și 762 Pulcova. Minor Planet Center i-a înregistrat descoperirile de comete sub numele de G. N. Neujmin și numele său apare așa în literatură. Totuși, transcrierea în limba română a numelui său de familie este Neuimin.
A descoperit sau codescoperit mai multe comete periodice, între care 25D/Neujmin, 28P/Neujmin, 42P/Neujmin, 57P/du Toit-Neujmin-Delportee și 58P/Jackson-Neujmin.

## Recunoștințe
- Asteroidul 1129 Neujmina a fost numit în onoarea sa.
- I-a fost dedicat un crater cu diametrul de 103 km pe Lună, craterul Neujmin.[4]